# Новописцово

Красным цветом выделено Новописцовское городское поселение на карте Вичугского района

Новописцо́во — посёлок городского типа в Вичугском районе Ивановской области России. С 2005 г. составляет (вместе с деревнями Афоново и Ивашево) Новописцовское городское поселение.

## География
Расположен на реке Сунже (приток Волги), в 15 км от железнодорожной станции Вичуга (на линии Иваново — Кинешма).
Границы Новописцовского городского поселения установлены Законом Ивановской области от 11.01.2005 № 4-ОЗ.

## История
Первое упоминание населенного пункта относится к 1627 - 1631 гг. как «Пустошь Писцово селище на речке Сунже» в материалах для истории сел, церквей и владельцев Костромской губернии в контексте описания села Семигорья, в Плесском стану Костромской губернии:
"...Пустошь Писцово селище на рчк. Сунжѣ, а на пустошѣ Писцовѣ поставлена ц-вь Троицы Живон. стоитъ без пѣнiя, да 4 кельи, а в нихъ жили старцы, пашни перелогомъ середнiя земли 5 чети да лѣсомъ поросло 15 чети въ полѣ, а въ-жъ сена по р. Сунжѣ 50 копенъ, лѣсу не пашеннаго по смѣтѣ въ длину и поперегъ на версту..." 
«Географически» пустошь находилась на границе Кинешемского и Костромского уездов XVII в. По церковно-административному делению приход мог относиться к Плесской десятине.
Статус посёлка городского типа — с 1938 года.

## Население
| 1872  | 1897  | 1907  | 1939  | 1970  | 1979  |
| ----- | ----- | ----- | ----- | ----- | ----- |
| 172   | ↗260  | ↘239  | ↗2428 | ↗4612 | ↘4115 |
| 1989  | 2002  | 2009  | 2010  | 2012  | 2013  |
| ↘3767 | ↘3172 | ↘2963 | ↘2748 | ↘2655 | ↘2585 |
| 2014  | 2015  | 2016  | 2017  | 2018  | 2019  |
| ↘2498 | ↘2460 | ↘2380 | ↘2316 | ↘2268 | ↘2232 |
| 2020  | 2021  |       |       |       |       |
| ↘2218 | ↗2322 |       |       |       |       |

## Экономика
В посёлке имеется льнокомбинат.

## Достопримечательности
- Сохранилась кирпичная церковь Петра и Павла (построена между 1900 и 1903 годами)[20].
- Новописцовский мегалит  (недоступная ссылка)